# Косовщук, Виктор Леонидович

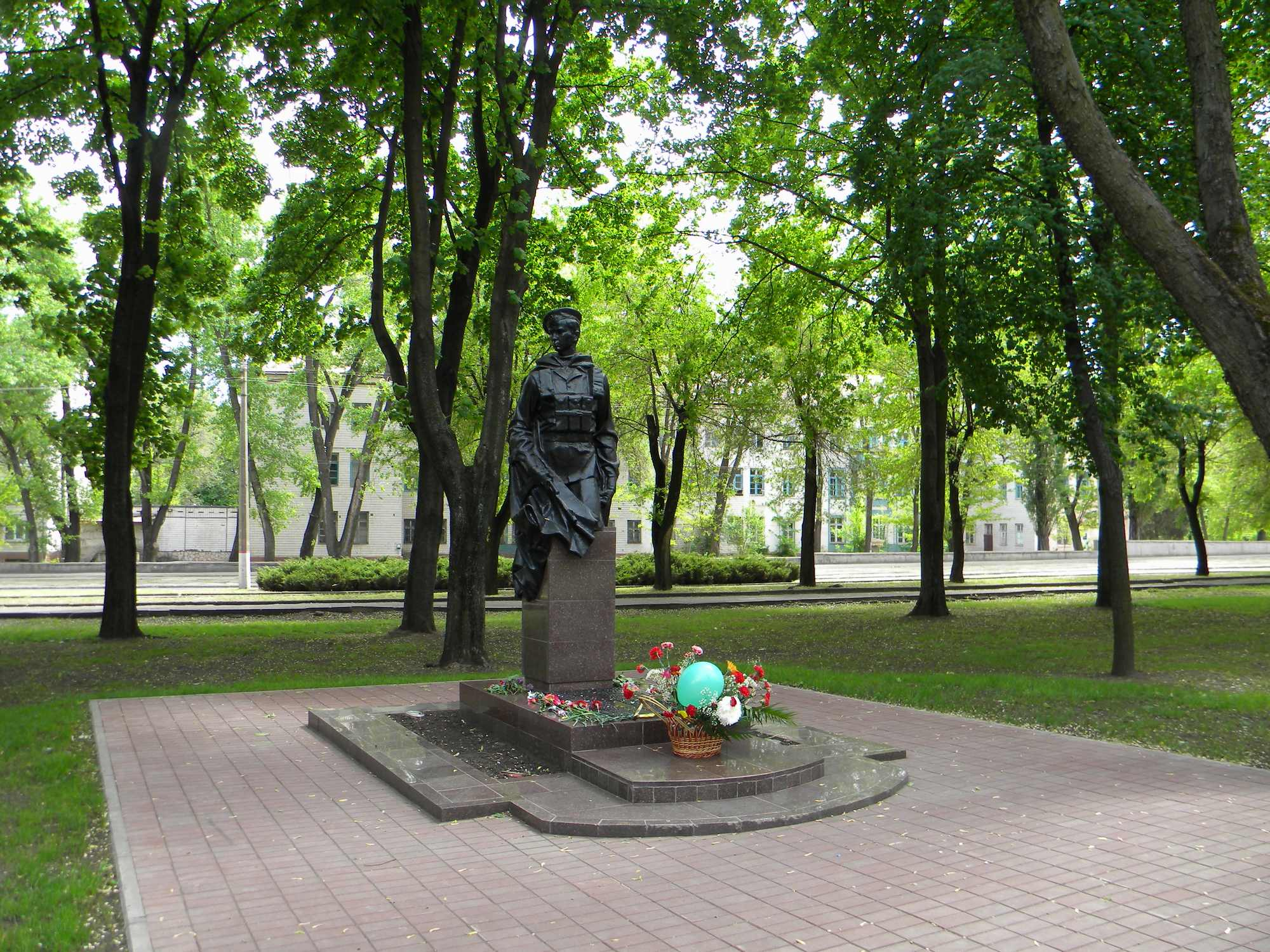
Имя на памятнике воинам-интернационалистам на Дзержинке (Кривой Рог)

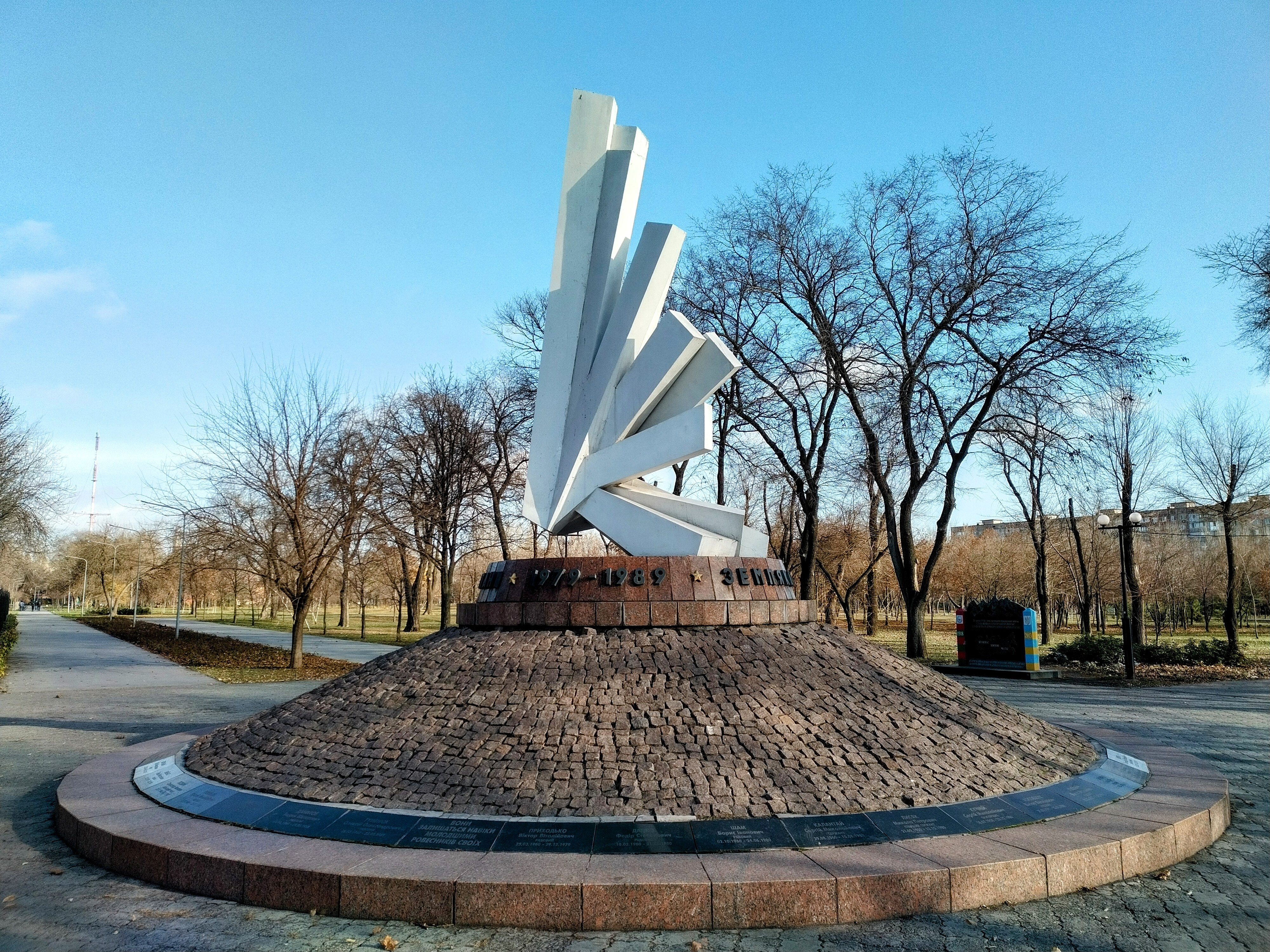
Имя на памятнике воинам-интернационалистам в Юбилейном парке (Кривой Рог)

Виктор Леонидович Косовщук (12 марта 1961, Новопетровка, Днепропетровская область — 22 января 1981, Суроби, Кабул) — советский военнослужащий, рядовой, дальномерщик, участник Афганской войны.

## Биография
Родился 12 марта 1961 года в селе Новопетровка Широковского района Днепропетровской области УССР в крестьянской семье.
Работал слесарем в объединении «Криворожжелезобетон».
26 апреля 1979 года призван в Вооружённые силы СССР Широковским районным военным комиссариатом Днепропетровской области. В январе 1980 года в звании рядового направлен в состав ограниченного контингента советских войск в Афганистане, служил дальномерщиком в 3-й миномётной батарее 3-го мсб 181-го мсп 108-й мсд. Участвовал в 30 боевых операциях, проявил себя стойким и решительным воином.
Погиб 22 января 1981 года в результате обстрела автомобиля в районе города Суроби района Суроби провинции Кабул.
Похоронен в селе Новопетровка Широковского района.

## Награды
- Орден Красной Звезды (посмертно)[1][4].

## Память
- Имя на памятнике воинам-интернационалистам Днепропетровщины, погибшим в Афганистане (Днепр)[5];
- Имя на памятнике воинам-интернационалистам на Дзержинке (Кривой Рог);
- Имя на памятнике воинам-интернационалистам в Юбилейном парке (Кривой Рог).